# Malema
Malema és un municipi de Moçambic, situat a la província de Nampula. En 2007 comptava amb una població de 20.277 habitants. És la seu del districte de Malema.